# Mariam Almheiri
Mariam bint Mohammed Saeed Hareb Almheiri (arabe : مريم بنت محمد سعيد حارب المهيري, née en 1979) est une femme politique émiratie.

## Biographie
Mariam Almheiri fréquente l'école de filles Latifa, puis étudie l'ingénierie du développement et du design à l'école supérieure polytechnique de Rhénanie-Westphalie, obtenant une licence puis un master,. Elle travaille ensuite dans le génie environnemental aux Émirats arabes unis et en Allemagne.
Almheiri commence sa carrière politique en tant qu'experte au sein du ministère émirati de l’environnement et de l'eau. Elle est impliquée dans la construction du centre pour la recherche marine ouvert par Khalifa ben Zayed Al Nahyane à Oumm al Qaïwaïn, ainsi que dans le projet émirati de gestion des déchets et de leur valorisation en énergie et dans la construction du nouveau bâtiment officiel du ministère.
En 2014, Almheiri est nommée directrice du département de l'éducation et de la prise de conscience environnementale.
En 2015, elle est nommée sous-secrétaire assistante aux ressources hydriques et à la conservation de la nature au sein du ministère du changement climatique,.
En 2017, Almheiri devient ministre d'État pour la sécurité d'accès à la nourriture. Au cours de son mandat, elle lance un label écologique pour les entreprises agro-alimentaires émiratie, ainsi qu'un panier alimentaire de 18 ingrédients dont le prix doit baisser en raison d'une production plus intensive au niveau local. Elle essaie de limiter légèrement les imports alimentaires du pays, malgré le manque de terres arables, et le gaspillage alimentaire. En 2019, elle est experte au sein du panel national de développement. En 2020, après un remaniement du gouvernement, elle conserve son poste et son ministère relève désormais de la sécurité d'accès à la nourriture et à l'eau.
En 2021, elle est nommée ministre de l'environnement et du changement climatique. À ce poste, elle annonce travailler sur un programme d'utilisation du gaspillage alimentaire pour nourrir les animaux.

## Prises de position
Almheiri s'intéresse au manque d'eau potable dans les nappes phréatiques des Émirats arabes unis et travaille sur une technologie d'extraction de l'eau dans l'air humide,.
Ministre, elle veut lancer une « Silicon Valley » de l'agriculture écologique.